# Saša Marković
Saša Marković (serbisch-kyrillisch Саша Марковић; * 17. September 1971) ist ein ehemaliger serbischer Fußballspieler.
Marković wechselte im Sommer 1998 für 1,6 Millionen EUR vom FK Roter Stern Belgrad zum VfB Stuttgart. Er bestritt vier Bundesligaspiele für den VfB und erzielte hierbei ein Tor. Zur Saison 2000/01 wechselte er zum FK Obilić. Danach spielte er für FK Železnik, MTK Budapest und Pobeda Prilep, wo er seine Karriere 2007 beendete.
| Personendaten    | Personendaten             |
| ---------------- | ------------------------- |
| NAME             | Marković, Saša            |
| KURZBESCHREIBUNG | serbischer Fußballspieler |
| GEBURTSDATUM     | 17. September 1971        |